# Resultados ao vivo
Os resultados/placares ao avivo são um tipo de serviço oferecido por muitos sites e tansmissoras relacionados a esportes, bem como operadores de apostas esportivas conectados à internet. A ideia dos placares ao vivo é fornecer informações em tempo real sobre resultados esportivos de várias modalidades. Os resultados ao vivo geralmente são gratuitos e muito populares entre os entusiastas de apostas esportivas, pois permitem visualizar dados coletados em muitos eventos esportivos. No passado, os serviços de placar ao vivo se encontravam disponíveis apenas na televisão (TV) através do teletexto ou no rádio. Nos dias atuais há muitos sites que disponibilizam placares ao vivo. É possível acompanhar os resultados ao vivo de muitos eventos ao mesmo tempo. Alguns sites fornecem informações adicionais, como lista de jogadores, detalhes de cartões (vermelho ou amarelo), substituição e um bate-papo ligado à internet onde os fãs de esportes podem se reunir e discutir o evento atual. Várias organizações esportivas como Major League Baseball e National Football League criaram suas próprias redes para entregar resultados ao vivo via telefones celulares.